# Simulium ganalesense
Simulium ganalesense är en tvåvingeart som beskrevs av Vargas och Ramón A. Palacios 1946. Simulium ganalesense ingår i släktet Simulium och familjen knott. Inga underarter finns listade i Catalogue of Life.